# Емма Ангальт-Бернбург-Шаумбург-Гоймська
Емма Ангальт-Бернбург-Шаумбург-Гоймська (нім. Emma von Anhalt-Bernburg-Schaumburg-Hoym, 20 травня 1802 — 1 серпня 1858) — принцеса Ангальт-Бернбург-Шаумбург-Гоймська з роду Асканіїв, донька князя Ангальт-Бернбург-Шаумбург-Гойму Віктора II та принцеси Нассау-Вайльбургу Амалії, дружина князя Вальдек-Пірмонту Георга II, регентка Вальдек-Пірмонтського князівства у 1845—1852 роках.

## Біографія
Емма народилась 20 травня 1802 року у замку Шаумбург. Вона була третьою з чотирьох доньок принца Ангальт-Бернбург-Шаумбург-Гойму Віктора та  його дружини Амалії Нассау-Вайльбурзької. Дівчинка мала старших сестер Ерміну та Адельгейду, згодом народилась молодша — Іда.
Батько успадкував князівський престол, коли Еммі виповнилося чотири. Після його смерті матір вийшла заміж вдруге.
Дівчатка отримували ретельну освіту в Гоймі.
У 21-річному віці Емму взяв за дружину 33-річний князь Вальдек-Пірмонту Георг II. Весілля відбулося 26 червня 1823 року у замку Шаумбург. У подружжя з'явилося п'ятеро діточок.
Георг пішов з життя 15 травня 1845 року. Згідно з його волею, Емма стала регенткою країни при малолітньому синові до 1852 року. Серед перших державних актів, підписаних нею, були укази про військову реформу. Під час  революції 1848 в країні було скликано новий парламент. Загалом, правління Емми описано як важливий етап в історії Вальдеку, під час якого відбувся повний перегляд організації держави.
Вона буда дуже популярною серед народу та була знана як «Товста Емма».
Померла княгиня 1 серпня 1858 року у Пірмонті. Похована поруч із чоловіком у мавзолеї князівського родинного склепу в Родені.

## Родина
Чоловік — Георг II, князь Вальдек-Пірмонтський
Діти:
- Августа (1824—1893) — дружина князя та графа цу Штольберг-Штольберг Альфреда, мала із ним семеро дітей;
- Йозеф (1825—1829) — пішов з життя в дитячому віці;
- Ерміна (1827—1910) — дружина князя Шаумбург-Ліппе Адольфа I Георга, мала восьмеро дітей;
- Георг Віктор (1831—1893) — наступний князь Вальдек-Пірмонту у 1845—1893 роках, був пошлюблений з Оленою Нассау, а згодом — із Луїзою Шлезвіг-Гольштейн-Зондербург-Глюксбурзькою, мав восьмеро дітей від обох шлюбів;
- Вольрад (1833—1867) — помер у Каїрі бездітним та неодруженим.